# Hessed Mufla
Hessed Mufla (en anglès Amazing Grace) és una pel·lícula israeliana d'Amos Guttman de 1992. Amb la SIDA en segon pla, la pel·lícula ensenya dues famílies, cadascuna amb un fill gai. Va guanyar el Festival de cinema Gai i Lesbiana de Torí de 1993 ex aequo amb “Per a un soldat perdut”.

## Repartiment
- Sharon Alexander: Thomas.
- Aki Avni: Miki.
- Dvora Bartonov.
- Gal Hoyberger: Jonathan.
- Rivka Michaeli: Mare de Thomas.